# Maastrichtse Voetbal Vereniging
Il Maatschappelijke Voetbal Vereniging Maastricht, noto come MVV Maastricht o MVV (neerl. Unione Calcistica di Maastricht), è una società calcistica olandese con sede nella città di Maastricht. Milita in Eerste Divisie, la seconda divisione del campionato olandese di calcio.
Lo stemma è basato sul gonfalone cittadino e raffigura un angelo armato recante uno scudo rosso con una stella bianca. Per questo i calciatori della squadra sono soprannominati de Sterrendragers ("Vestiti di stelle") e, nel dialetto locale, Us MVV'ke.

## Storia
Fu fondato il 2 aprile 1902 in piazza Vrijthof a Maastricht. Adottò l'attuale denominazione solo nel 1908. Dal 1902 al 1976 militò ininterrottamente nel massimo livello del campionato olandese di calcio.
Nel 1926-1927 andò vicino alla vittoria del titolo nazionale, ma si piazzò secondo a causa di una sconfitta nella decisiva partita contro l'SC Enschede. Nel 1932 sfiorò nuovamente il successo, ma giunse secondo dietro al PSV. Altre annate positive furono il 1935-1936, il 1938-1939 e il 1945-1946, con due secondi posti. Nel 1946-1947 vinse il campionato regionale e si qualificò per il girone finale nazionali, in un gruppo composto dai quattro campioni regionali, ma in questo turno decisivo si piazzò ultimo. In questo periodo i calciatori Bèr Felix, Sjo Soons e Jeu van Bun, tutti militanti nel MVV, furono selezionati nella nazionale olandese, evento degno di nota dato che di solito militavano in nazionale calciatori di squadre ben più blasonate.
Nel 1952 il club celebrò il proprio cinquantennale e nel 1954-1955 la federcalcio olandese (KNVB) introdusse il semiprofessionismo. Il nuovo campionato, denominato Eredivisie, raggruppò le nove squadre più forti dei precedenti campionati, noti come NBVB e KNVB. Essendosi classificato terzo nella propria lega, l'MVV fu invitato a partecipare alla Eredivisie.
Negli anni '50 e '60 la squadra visse alcune buone stagioni, dando alla nazionale calciatori come Fons van Wissen, Giel Haenen e Gerard Bergholtz. Nel 1957 la capienza dello Stadio Boschpoort fu portata a 18.000 posti in considerazione dell'accresciuta popolarità del club. Nel 1961 la squadra si trasferì al nuovo stadio De Geusselt. Nella stagione 1969 si registrò un'affluenza stagionale complessiva allo stadio di 100.000 persone. Gli anni '60 furono un periodo di alti e bassi, con frequenti coinvolgimenti nella lotta per non retrocedere.
Le cose cambiarono quando il club acquistò dal Chèvremont, vicino club di terza divisione, un giovane di nome Willy Brokamp, che esordì con l'MVV in Eredivisie a 18 anni, nel 1964. Guidata dal suo talento, la compagine di Maastricht terminò il campionato nelle posizioni di vertice nei primi anni '70 e nel 1972-1973 Brokamp fu eletto miglior calciatore del campionato, di cui si laureò capocannoniere insieme a Cas Janssens. In questo periodo la squadra espresse il miglior calcio della propria storia. In undici stagioni di militanza nel club furono ben 141 i gol di Brokamp, che durante la sua militanza nell'MVV collezionò 6 presenze e 6 reti in nazionale. Nel 1974 lasciò il Maastricht per l'Ajax.
Nel 1976 il club retrocesse in Eerste Divisie, nella prima disastrosa stagione senza Brokamp. La risalita non fu immediata: la squadra si classificò terza in seconda serie, ma nel 1976-1977, giunta seconda, ottenne la risalita tramite gli spareggi promozione-retrocessione. Nel 1980 in uno storico match batté l'Ajax per 3-6. Resta questa la peggiore sconfitta interna dell'Ajax allo Stadio De Meer. Dopo alcuni piazzamenti a metà classifica la squadra di Maastricht conobbe una nuova retrocessione nel 1982. Risalita nel 1984, tornò in seconda serie nel 1986, ma si risollevò nel 1988, per poi rimanere in massima serie sino al 1995.
In questo periodo i calciatori dell'MVV Cees Schapendonk e Erik Meijer guadagnarono la chiamata della nazionale olandese; Erik Gerets quella della nazionale belga. L'MVV si piazzò settimo el 1991-1992 e nel 1992-1993, sfiorando la qualificazione alle coppe europee. Nel 1992 fu eletta "squadra dell'anno" dalla KNVB per il suo calcio propositivo e offensivo, voluto dal tecnico Sef Vergoossen.
Alla retrocessione del 1995 seguì la risalita del 1997, quando la squadra vinse il campionato di Eerste Divisie sotto la guida dell'ex portiere dell'MVV Frans Körver. Nel 2000 vi fu una nuova retrocessione, da cui il club non è stato in grado di risollevarsi. La peggiore annata nella storia della squadra fu il 2003-2004, con il 18° e penultimo posto in seconda serie.

## Organico

### Rosa 2024-2025
Aggiornata al 2 luglio 2024.
| N. |                        | Ruolo | Calciatore     |
| -- | ---------------------- | ----- | -------------- |
| 1  | Belgio (bandiera)      | P     | Thijs Lambrix  |
| 3  | Paesi Bassi (bandiera) | D     | Özgür Aktaş    |
| 4  | Belgio (bandiera)      | D     | Wout Coomans   |
| 5  | Paesi Bassi (bandiera) | C     | Bryan Smeets   |
| 6  | Marocco (bandiera)     | C     | Nabil El Basri |
| 8  | Paesi Bassi (bandiera) | C     | Nicky Souren   |
| 10 | Paesi Bassi (bandiera) | A     | Koen Kostons   |
| 11 | Belgio (bandiera)      | C     | Rayan Buifrahi |
| 12 | Belgio (bandiera)      | P     | Romain Matthys |
| 14 | Paesi Bassi (bandiera) | C     | Saul Penders   |
| 17 | Paesi Bassi (bandiera) | C     | Keone Maho     |
| 18 | Belgio (bandiera)      | C     | Ferre Slegers  |

| N. |                        | Ruolo | Calciatore     |
| -- | ---------------------- | ----- | -------------- |
| 20 | Paesi Bassi (bandiera) | D     | Bryant Nieling |
| 21 | Belgio (bandiera)      | D     | Leroy Labylle  |
| 24 | Paesi Bassi (bandiera) | C     | Emre Yetimoglu |
| 27 | Paesi Bassi (bandiera) | C     | Rayan El Azrak |
| 28 | Paesi Bassi (bandiera) | C     | Jimmy Vijgen   |
| 31 | Paesi Bassi (bandiera) | C     | Marko Kleinen  |
| 32 | Paesi Bassi (bandiera) | D     | Tim Zeegers    |
| 34 | Paesi Bassi (bandiera) | D     | Lars Schenk    |
| 39 | Belgio (bandiera)      | D     | Kanou Sy       |
| 40 | Belgio (bandiera)      | P     | Niels Martens  |
| 41 | Belgio (bandiera)      | P     | Brent Stevens  |

### Rosa 2023-2024
Aggiornata al 9 gennaio 2024.
| N. |                        | Ruolo | Calciatore     |
| -- | ---------------------- | ----- | -------------- |
| 1  | Belgio (bandiera)      | P     | Thijs Lambrix  |
| 3  | Paesi Bassi (bandiera) | D     | Özgür Aktaş    |
| 4  | Belgio (bandiera)      | D     | Wout Coomans   |
| 5  | Paesi Bassi (bandiera) | C     | Bryan Smeets   |
| 6  | Marocco (bandiera)     | C     | Nabil El Basri |
| 7  | Turchia (bandiera)     | C     | Tunahan Taşçı  |
| 8  | Paesi Bassi (bandiera) | C     | Nicky Souren   |
| 10 | Paesi Bassi (bandiera) | A     | Koen Kostons   |
| 11 | Belgio (bandiera)      | C     | Rayan Buifrahi |
| 12 | Belgio (bandiera)      | P     | Romain Matthys |
| 14 | Paesi Bassi (bandiera) | C     | Saul Penders   |
| 17 | Paesi Bassi (bandiera) | C     | Keone Maho     |
| 18 | Belgio (bandiera)      | C     | Ferre Slegers  |

| N. |                        | Ruolo | Calciatore        |
| -- | ---------------------- | ----- | ----------------- |
| 20 | Paesi Bassi (bandiera) | D     | Bryant Nieling    |
| 21 | Belgio (bandiera)      | D     | Leroy Labylle     |
| 22 | Capo Verde (bandiera)  | A     | Dailon Livramento |
| 24 | Paesi Bassi (bandiera) | C     | Emre Yetimoglu    |
| 27 | Paesi Bassi (bandiera) | C     | Rayan El Azrak    |
| 28 | Paesi Bassi (bandiera) | C     | Jimmy Vijgen      |
| 31 | Paesi Bassi (bandiera) | C     | Marko Kleinen     |
| 32 | Paesi Bassi (bandiera) | D     | Tim Zeegers       |
| 34 | Paesi Bassi (bandiera) | D     | Lars Schenk       |
| 39 | Belgio (bandiera)      | D     | Kanou Sy          |
| 40 | Belgio (bandiera)      | P     | Niels Martens     |
| 41 | Belgio (bandiera)      | P     | Brent Stevens     |

### Rosa 2022-2023
Aggiornata al 28 aprile 2023.
| N. |                        | Ruolo | Calciatore       |
| -- | ---------------------- | ----- | ---------------- |
| 1  | Belgio (bandiera)      | P     | Thijs Lambrix    |
| 2  | Belgio (bandiera)      | D     | Rein Van Helden  |
| 3  | Paesi Bassi (bandiera) | D     |                  |
| 4  | Belgio (bandiera)      | D     | Matteo Waem      |
| 5  | Paesi Bassi (bandiera) | D     | Lars Schenk      |
| 6  | Paesi Bassi (bandiera) | D     | Clint Essers     |
| 7  | Paesi Bassi (bandiera) | A     | Sven Blummel     |
| 8  | Paesi Bassi (bandiera) | C     | Nicky Souren     |
| 9  | Paesi Bassi (bandiera) | A     | Mart Remans      |
| 10 | Paesi Bassi (bandiera) | A     | Koen Kostons     |
| 11 | Paesi Bassi (bandiera) | C     | Orhan Džepar     |
| 12 | Belgio (bandiera)      | P     | Romain Matthys   |
| 14 | Paesi Bassi (bandiera) | C     | Ruben van Bommel |

| N. |                        | Ruolo | Calciatore         |
| -- | ---------------------- | ----- | ------------------ |
| 15 | Belgio (bandiera)      | C     | Lorenzo Noviello   |
| 16 | Belgio (bandiera)      | C     | Jarne Steuckers    |
| 17 | Paesi Bassi (bandiera) | C     | Thomas van Bommel  |
| 21 | Belgio (bandiera)      | C     | Leroy Labylle      |
| 22 | Capo Verde (bandiera)  | A     | Dailon Livramento  |
| 23 | Belgio (bandiera)      | P     | Logan Ancion       |
| 24 | Paesi Bassi (bandiera) | C     | Saul Penders       |
| 27 | Paesi Bassi (bandiera) | C     | Rayan El Azrak     |
| 28 | Paesi Bassi (bandiera) | C     | Jimmy Vijgen       |
| 30 | Marocco (bandiera)     | C     | Nabil El Basri     |
| 31 | Paesi Bassi (bandiera) | C     | Marko Kleinen      |
| 32 | Paesi Bassi (bandiera) | D     | Tim Zeegers        |
| 40 | Belgio (bandiera)      | P     | Matthias Van Hecke |

### Rosa 2021-2022
Aggiornata al 3 maggio 2022.
| N. |                        | Ruolo | Calciatore        |
| -- | ---------------------- | ----- | ----------------- |
| 1  | Paesi Bassi (bandiera) | P     | Ruben van Kouwen  |
| 2  | Paesi Bassi (bandiera) | D     | Rico Zeegers      |
| 4  | Belgio (bandiera)      | D     | Levi Malungu      |
| 6  | Paesi Bassi (bandiera) | D     | Elano Yegen       |
| 7  | Paesi Bassi (bandiera) | A     | Sven Blummel      |
| 8  | Paesi Bassi (bandiera) | C     | Nicky Souren      |
| 9  | Paesi Bassi (bandiera) | A     | Mart Remans       |
| 10 | Suriname (bandiera)    | C     | Roland Alberg     |
| 11 | Belgio (bandiera)      | C     | Marciano Aziz     |
| 12 | Belgio (bandiera)      | P     | Romain Matthys    |
| 14 | Paesi Bassi (bandiera) | D     | Clint Essers      |
| 15 | Belgio (bandiera)      | D     | Matteo Waem       |
| 17 | Paesi Bassi (bandiera) | C     | Thomas van Bommel |
| 18 | Kosovo (bandiera)      | A     | Arian Kastrati    |
| 19 | Germania (bandiera)    | C     | Kai Bösing        |
| 20 | Belgio (bandiera)      | A     | Mitchy Ntelo      |

| N. |                        | Ruolo | Calciatore     |
| -- | ---------------------- | ----- | -------------- |
| 21 | Belgio (bandiera)      | C     | Leroy Labylle  |
| 22 | Paesi Bassi (bandiera) | C     | Orhan Džepar   |
| 23 | Belgio (bandiera)      | P     | Logan Ancion   |
| 24 | Paesi Bassi (bandiera) | C     | Saul Penders   |
| 26 | Paesi Bassi (bandiera) | A     | Toshio Lake    |
| 27 | Paesi Bassi (bandiera) | D     | Mitchel Keulen |
| 29 | Belgio (bandiera)      | C     | Mehdi Lazaar   |
| 31 | Paesi Bassi (bandiera) | C     | Marko Kleinen  |
| 32 | Paesi Bassi (bandiera) | D     | Tim Zeegers    |
| 33 | Paesi Bassi (bandiera) | D     | Ermin Cavcic   |
| 34 | Paesi Bassi (bandiera) | D     | Lars Schenk    |
| 36 | Paesi Bassi (bandiera) | C     | Twan Visser    |
| 37 | Paesi Bassi (bandiera) | C     | Adam Mami      |
| 39 | Belgio (bandiera)      | C     | Fostave Mabani |
| 40 | Germania (bandiera)    | P     | Joshua Wehking |

### Rosa 2020-2021
| N. |                        | Ruolo | Calciatore        |
| -- | ---------------------- | ----- | ----------------- |
| 1  | Belgio (bandiera)      | P     | Bill Lathouwers   |
| 2  | Inghilterra (bandiera) | D     | Zak Swanson       |
| 3  | Curaçao (bandiera)     | D     | Shermar Martina   |
| 4  | Paesi Bassi (bandiera) | D     | Kai Heerings      |
| 5  | Paesi Bassi (bandiera) | D     | Gaston Salasiwa   |
| 6  | Belgio (bandiera)      | C     | Thibaut Van Acker |
| 7  | Finlandia (bandiera)   | C     | Timo Stavitski    |
| 8  | Inghilterra (bandiera) | C     | George McEachran  |
| 9  | Paesi Bassi (bandiera) | A     | Jelle Duin        |
| 10 | Marocco (bandiera)     | C     | Oussama Zamouri   |
| 12 | Paesi Bassi (bandiera) | P     | Lars van Meurs    |
| 14 | Belgio (bandiera)      | C     | Jérôme Deom       |
| 15 | Belgio (bandiera)      | D     | Matteo Waem       |

| N. |                        | Ruolo | Calciatore        |
| -- | ---------------------- | ----- | ----------------- |
| 16 | Paesi Bassi (bandiera) | C     | Koen Kostons      |
| 17 | Paesi Bassi (bandiera) | C     | Luc Mares         |
| 18 | Belgio (bandiera)      | A     | Arne Naudts       |
| 23 | Paesi Bassi (bandiera) | P     | Mike Havekotte    |
| 27 | Germania (bandiera)    | C     | Joy-Lance Mickels |
| 29 | Paesi Bassi (bandiera) | C     | Thomas van Bommel |
| 30 | Paesi Bassi (bandiera) | D     | Raoul Last        |
| 31 | Paesi Bassi (bandiera) | C     | Marko Kleinen     |
| 32 | Paesi Bassi (bandiera) | D     | Tim Zeegers       |
| 33 | Paesi Bassi (bandiera) | D     | Ermin Cavcic      |
| 35 | Paesi Bassi (bandiera) | C     | Milo Delrock      |
| 36 | Paesi Bassi (bandiera) | C     | Twan Visser       |

### Rosa 2019-2020
| N. |                        | Ruolo | Calciatore           |
| -- | ---------------------- | ----- | -------------------- |
| 1  | Paesi Bassi (bandiera) | P     | Nigel Bertrams       |
| 2  | Belgio (bandiera)      | D     | Marnick Vermijl      |
| 3  | Curaçao (bandiera)     | D     | Shermar Martina      |
| 4  | Lussemburgo (bandiera) | D     | Enes Mahmutovic      |
| 5  | Belgio (bandiera)      | D     | Maxime Gunst         |
| 6  | Uruguay (bandiera)     | D     | Facundo Bonifazi     |
| 7  | Paesi Bassi (bandiera) | C     | Thijmen Goppel       |
| 8  | Germania (bandiera)    | C     | Joshua Holtby        |
| 9  | Curaçao (bandiera)     | A     | Anthony van den Hurk |
| 10 | Paesi Bassi (bandiera) | C     | Urho Nissilä         |
| 11 | Paesi Bassi (bandiera) | A     | Joeri Schroijen      |
| 12 | Paesi Bassi (bandiera) | P     | Lars van Meurs       |
| 13 | Belgio (bandiera)      | C     | Pieter Nys           |

| N. |                        | Ruolo | Calciatore        |
| -- | ---------------------- | ----- | ----------------- |
| 14 | Belgio (bandiera)      | C     | Jérôme Deom       |
| 15 | Belgio (bandiera)      | D     | Natanaël Frenoy   |
| 16 | Paesi Bassi (bandiera) | C     | Koen Kostons      |
| 17 | Paesi Bassi (bandiera) | C     | Luc Mares         |
| 18 | Belgio (bandiera)      | C     | Thibaut Van Acker |
| 20 | Turchia (bandiera)     | D     | Serhat Kot        |
| 21 | Curaçao (bandiera)     | C     | Shermaine Martina |
| 22 | Paesi Bassi (bandiera) | C     | Gavin Vlijter     |
| 23 | Belgio (bandiera)      | P     | Gilles Deusings   |
| 28 | Paesi Bassi (bandiera) | C     | Nino Everaers     |
| 30 | Paesi Bassi (bandiera) | D     | Raoul Last        |
| 32 | Paesi Bassi (bandiera) | D     | Tim Zeegers       |

### Rosa 2018-2019
| N. |                        | Ruolo | Calciatore           |
| -- | ---------------------- | ----- | -------------------- |
| 1  | Paesi Bassi (bandiera) | P     | Luuk Koopmans        |
| 3  | Belgio (bandiera)      | D     | Dimitri Lavalée      |
| 4  | Curaçao (bandiera)     | D     | Shermar Martina      |
| 5  | Belgio (bandiera)      | D     | Maxime Gunst         |
| 6  | Paesi Bassi (bandiera) | C     | Ricardo Ippel (cap.) |
| 9  | Curaçao (bandiera)     | A     | Anthony van den Hurk |
| 11 | Paesi Bassi (bandiera) | A     | Joeri Schroijen      |
| 12 | Paesi Bassi (bandiera) | P     | Lars van Meurs       |
| 13 | Belgio (bandiera)      | C     | Pieter Nys           |
| 14 | Belgio (bandiera)      | C     | Jérôme Deom          |
| 16 | Paesi Bassi (bandiera) | C     | Koen Kostons         |
| 17 | Paesi Bassi (bandiera) | C     | Luc Mares            |

| N. |                        | Ruolo | Calciatore        |
| -- | ---------------------- | ----- | ----------------- |
| 19 | Belgio (bandiera)      | A     | Tuur Houben       |
| 20 | Belgio (bandiera)      | D     | Marnick Vermijl   |
| 21 | Curaçao (bandiera)     | C     | Shermaine Martina |
| 23 | Belgio (bandiera)      | P     | Gilles Deusings   |
| 24 | Paesi Bassi (bandiera) | A     | Doğan Gölpek      |
| 25 | Iraq (bandiera)        | D     | Hawbir Moustafa   |
| 26 | Paesi Bassi (bandiera) | A     | Lars Reck         |
| 27 | Paesi Bassi (bandiera) | C     | Dimmy Kool        |
| 28 | Paesi Bassi (bandiera) | C     | Nino Everaers     |
| 29 | Portogallo (bandiera)  | A     | Asumah Abubakar   |
| 31 | Paesi Bassi (bandiera) | D     | Xavier Mbuyamba   |

### Rosa 2017-2018
| N. |                        | Ruolo | Calciatore          |
| -- | ---------------------- | ----- | ------------------- |
| 1  | Paesi Bassi (bandiera) | P     | Michael Verrips     |
| 2  | Belgio (bandiera)      | D     | Christophe Janssens |
| 3  | Belgio (bandiera)      | D     | Samy Mmaee          |
| 4  | Curaçao (bandiera)     | D     | Shermar Martina     |
| 5  | Capo Verde (bandiera)  | D     | Steven Pereira      |
| 6  | Paesi Bassi (bandiera) | C     | Ricardo Ippel       |
| 7  | Turchia (bandiera)     | A     | Atilla Yildirim     |
| 8  | Kosovo (bandiera)      | C     | Florian Loshaj      |
| 9  | Belgio (bandiera)      | A     | Marvin Ogunjimi     |
| 10 | Paesi Bassi (bandiera) | C     | Dean Koolhof        |
| 11 | Paesi Bassi (bandiera) | D     | Joeri Schroijen     |
| 12 | Polonia (bandiera)     | P     | Mikolaj Smylek      |

| N. |                        | Ruolo | Calciatore            |
| -- | ---------------------- | ----- | --------------------- |
| 13 | Belgio (bandiera)      | C     | Pieter Nys            |
| 14 | Belgio (bandiera)      | C     | Alessandro Ciranni    |
| 15 | Belgio (bandiera)      | C     | Matisse Thuys         |
| 16 | Belgio (bandiera)      | A     | Koen Kostons          |
| 20 | Paesi Bassi (bandiera) | C     | Zev van Melick        |
| 21 | Curaçao (bandiera)     | C     | Shermaine Martina     |
| 22 | Germania (bandiera)    | C     | Jonathan Okita        |
| 23 | Belgio (bandiera)      | P     | Gilles Deusings       |
| 24 | Paesi Bassi (bandiera) | C     | Doğan Gölpek          |
| 25 | Paesi Bassi (bandiera) | A     | Di Livio Jungschleger |
| 30 | Belgio (bandiera)      | C     | Tuur Houben           |

### Rosa 2016-2017
| N. |                        | Ruolo | Calciatore          |
| -- | ---------------------- | ----- | ------------------- |
| 1  | Belgio (bandiera)      | P     | Bo Geens            |
| 2  | Paesi Bassi (bandiera) | D     | Nick Kuipers (cap.) |
| 3  | Iraq (bandiera)        | D     | Hawbir Mustafa      |
| 4  | Inghilterra (bandiera) | D     | Stefan O'Connor     |
| 5  | Paesi Bassi (bandiera) | D     | Steven Pereira      |
| 6  | Paesi Bassi (bandiera) | C     | Ricardo Ippel       |
| 7  | Paesi Bassi (bandiera) | C     | Luís Pedro          |
| 9  | Paesi Bassi (bandiera) | A     | Thomas Verheijdt    |
| 10 | Nigeria (bandiera)     | C     | Kelechi Nwakali     |
| 11 | Paesi Bassi (bandiera) | D     | Joeri Schroijen     |
| 12 | Polonia (bandiera)     | P     | Mikolaj Smylek      |
| 13 | Paesi Bassi (bandiera) | A     | Patrick N'Koyi      |

| N. |                        | Ruolo | Calciatore            |
| -- | ---------------------- | ----- | --------------------- |
| 14 | Belgio (bandiera)      | C     | Alessandro Ciranni    |
| 15 | Belgio (bandiera)      | C     | Pieter Nys            |
| 16 | Paesi Bassi (bandiera) | C     | Dyon Gijzen           |
| 17 | Belgio (bandiera)      | D     | Leroy Labylle         |
| 18 | Belgio (bandiera)      | C     | Emrullah Güvenc       |
| 19 | Paesi Bassi (bandiera) | D     | Shermar Martina       |
| 20 | Paesi Bassi (bandiera) | C     | Zev van Melick        |
| 22 | Belgio (bandiera)      | C     | Florian Loshaj        |
| 23 | Paesi Bassi (bandiera) | P     | Wouter Pastoor        |
| 25 | Paesi Bassi (bandiera) | A     | Di Livio Jungschleger |
|    | Paesi Bassi (bandiera) | A     | Basil Magermans       |

### Rosa 2015-2016
| N. |                        | Ruolo | Calciatore            |
| -- | ---------------------- | ----- | --------------------- |
| 1  | Paesi Bassi (bandiera) | P     | Matthijs Branderhorst |
| 2  | Paesi Bassi (bandiera) | D     | Nick Kuipers          |
| 3  | Iraq (bandiera)        | D     | Hawbir Mustafa        |
| 4  | Paesi Bassi (bandiera) | D     | Kjell Knops (cap.)    |
| 5  | Paesi Bassi (bandiera) | D     | Steven Pereira        |
| 7  | Messico (bandiera)     | C     | Santiago Palacios     |
| 8  | Belgio (bandiera)      | C     | Luca Polizzi          |
| 9  | Paesi Bassi (bandiera) | A     | Thomas Verheijdt      |
| 10 | Belgio (bandiera)      | C     | Stef Peeters          |
| 11 | Belgio (bandiera)      | A     | Jordy Croux           |
| 12 | Paesi Bassi (bandiera) | A     | Jordi Baur            |

| N. |                        | Ruolo | Calciatore        |
| -- | ---------------------- | ----- | ----------------- |
| 14 | Paesi Bassi (bandiera) | C     | Ricardo Ippel     |
| 15 | Belgio (bandiera)      | C     | Pieter Nys        |
| 17 | Belgio (bandiera)      | D     | Leroy Labylle     |
| 18 | Paesi Bassi (bandiera) | C     | Shermaine Martina |
| 19 | Paesi Bassi (bandiera) | D     | Shermar Martina   |
| 20 | Paesi Bassi (bandiera) | C     | Zev van Melick    |
| 21 | Belgio (bandiera)      | A     | Emrullah Güvenç   |
| 23 | Paesi Bassi (bandiera) | P     | Wouter Pastoor    |
| 25 | Curaçao (bandiera)     | A     | Prince Rajcomar   |
| 39 | Belgio (bandiera)      | P     | Jo Coppens        |

## Palmarès

### Competizioni nazionali
- Eerste Divisie: 2

1983-1984, 1996-1997

### Competizioni internazionali
- Coppa Intertoto: 1

1970

### Altri piazzamenti
- Campionato olandese:

Secondo posto: 1925-1926
- Coppa dei Paesi Bassi:

Semifinalista: 1957-1958
- Eerste Divisie:

Secondo posto: 1977-1978
Terzo posto: 1976-1977, 1987-1988